# 高橋悠斗
悠斗（ゆうと、1993年2月24日 - ）は、日本のキックボクサー。元プロボクサー。東京都町田市出身。第42代日本ライトフライ級王者。元WMC日本ライトフライ級王者。第3代Krushフライ級王者。HUNGRY GYM主宰。ボクシング時代はリングネームに本名の高橋悠斗を使用していた。

## 来歴
ボクシングを始める前はキックボクシングをやっていた。
国士舘大学に在学中の2011年に全日本学生キックボクシング連盟のフライ級王者になっている。
大学卒業後プロに転向し、ニュージャパンキックボクシング連盟で上位ランカーとして活躍していた。

### ボクシング
2014年12月17日、プロデビュー戦で松西一高に判定勝ち。
2015年9月24日、第72回東日本新人王戦ミニマム級準決勝で小浦翼にプロ初黒星となる判定負け。
2019年、日本ミニマム級王者田中教仁との日本ミニマム級タイトルマッチが予定されていたが流れた。
2019年10月10日、「ダイヤモンドグローブ」で日本ライトフライ級王者堀川謙一と日本ライトフライ級タイトルマッチを行い、10回2-0（97-93、96-94、95-95）判定勝ちで日本王座獲得に成功。
2020年3月9日付けで、白井・具志堅スポーツジムに移籍した。
2020年4月3日、白井・具志堅スポーツジムを通じて、タイトルの返上と現役引退を発表した。新型コロナウイルスの感染拡大で2020年3月に決まっていた初防衛戦が新型コロナウイルスの影響により数度延期となり「気持ちを維持することが難しい」と理由を説明している。
その後キックボクシングへの復帰が決まるが、その際のインタビューでは「いろいろ言われてるんですけど、まず一番はコロナの影響で所属ジム（白井・具志堅スポーツジム。昨年7月に閉館）がなくなっちゃって、移籍したところも潰れちゃったので。あとはいろんな格闘技をやりたかったので、目指してるところが違うというか。総合の試合もやりたかったしキックの試合もしたかったんですけど、そうなるとボクシングはいろいろ厳しいので、決められちゃうのがイヤで」と語っている。

### キックボクシング復帰
2021年6月12日、KNOCK OUT-EX vol.2よりキックボクシングに復帰、白幡裕星と対戦し判定負け。
2022年9月23日、BOM OUROBOROS 2022にてWMC日本ライトフライ級（49kg）王者決定戦でイオリ・ウォーワンチャイと対戦し、2R2分2秒レフェリーストップで勝利し王座を獲得。
2023年10月21日、Krush.154にてKrushフライ級タイトルマッチで王者の大鹿統毅に挑戦し、1R47秒でKO勝利を収め王座を獲得。

## 獲得タイトル
- プロボクシング
  - 第42代日本ライトフライ級王座（防衛0=返上）
- プロキックボクシング
  - WMC日本ライトフライ級王座
  - 第3代Krushフライ級王座

## 戦績
- キックボクシング - 40戦22勝14敗4分（11KO）
- プロボクシング - 15戦11勝4敗（5KO）